# 16058 Doshi
A 16058 Doshi (ideiglenes jelöléssel (16058) 1999 JP75) a Naprendszer kisbolygóövében található aszteroida. A LINEAR projekt keretében fedezték fel 1999. május 6-án.